# Kalógeros (Réthymnon)
Kalógeros ou Kalógerou, en grec moderne : Καλόγερος ou Καλογέρου, est un village de montagne du dème d'Amári, dans le district régional de Réthymnon de la Crète, en Grèce. Selon le recensement de 2011, la population de Kalógeros compte 119 habitants.
Le village est situé à une distance de 30 km de Réthymnon, à proximité du village de Thrónos, et à une altitude de 480 mètres.

## Recensements de la population
| Recensements | 1900 | 1920 | 1928 | 1940 | 1951 | 1961 | 1971 | 1981 | 1991 | 2001 | 2011 |
| ------------ | ---- | ---- | ---- | ---- | ---- | ---- | ---- | ---- | ---- | ---- | ---- |
| Population   | 233  | 217  | 224  | 260  | 253  | 237  | 172  | 159  | /    | 160  | 119  |

## Source de la traduction
- (el) Cet article est partiellement ou en totalité issu de l’article de Wikipédia en grec moderne intitulé « Καλόγερος Ρεθύμνου » (voir la liste des auteurs).